# Hipografo

El hipografo de una función de valor real es la zona "bajo" la curva, incluyendo los puntos de la curva misma.

En matemática, el hipografo de una función real f : Rn → R es el conjunto de puntos situados en o debajo de este grafo:
{\displaystyle {\mbox{hyp}}f=\{(x,\mu )\,:\,x\in \mathbb {R} ^{n},\,\mu \in \mathbb {R} ,\,f(x)\geq \mu \}\subseteq \mathbb {R} ^{n+1}.}
Análogamente, el conjunto de puntos en o sobre esta función es un epigrafo.
Cuando nos referimos a relaciones, tales como relaciones de preferencia en economía, un conjunto definido de esta manera generalmente se llama conjunto contorno inferior.

## Propiedades
Una función es cóncava si y sólo si su hipografo es un conjunto convexo. El hipografo de una función afín real g : Rn → R es un semiplano en Rn+1.
Una función es superiormente semicontinua si y sólo si su hipografo es cerrado.
- Datos: Q250279